# Plagiogramma patruelis
Plagiogramma patruelis är en skalbaggsart som först beskrevs av Lewis 1888.  Plagiogramma patruelis ingår i släktet Plagiogramma och familjen stumpbaggar. Inga underarter finns listade i Catalogue of Life.